# Huzhou
Huzhou (chiń. 湖州; pinyin Húzhōu) – miasto o statusie prefektury miejskiej we wschodnich Chinach, w prowincji Zhejiang, na południe od jeziora Tai Hu. W 2010 roku liczba mieszkańców miasta wynosiła 154 477. Prefektura miejska w 1999 roku liczyła 2 550 687 mieszkańców. Ośrodek handlu oraz przemysłu jedwabnego, maszynowego i spożywczego.